# 11874 Gringauz
11874 Gringauz eller 1989 XD1 är en asteroid i huvudbältet som upptäcktes den 2 december 1989 av den belgiske astronomen Eric W. Elst vid La Silla-observatoriet. Den är uppkallad efter Konstantin Gringauz.
Asteroiden har en diameter på ungefär 3 kilometer.